# هاسيلبوش
هاسيلبوش منطقة تقع إدارياً ضمن مقاطعة بوت (كاليفورنيا) في الولايات المتحدة.